# Истина и метод
«Истина и метод. Основы философской герменевтики» (Wahrheit und Methode. Grundzüge einer philosophischen Hermeneutik) — основополагающий труд по философской герменевтике, написанный Х.-Г. Гадамером и впервые опубликованный в 1960 году в Тюбингене. Книга была вдохновлена идеями Мартина Хайдеггера и повлияла на философию Хабермаса. В России она была переведена и опубликована в 1988 году.

## Оглавление
- Часть 1. Изложение проблемы истины в применении к познанию искусства
  - I. Расширение эстетического измерения в область трансцендентного.
  - II. Онтология произведения искусства и её герменевтическое значение.
- Часть 2. Распространение вопроса об истине на понимание в науках о духе.
  - I. Историческая преамбула
  - II. Основные черты герменевтической теории опыта.
- Часть 3. Онтологический поворот герменевтики на путеводной нити языка.

## Содержание
Гадамер доказывает, что герменевтика как искусство понимания не может быть ограничено рамками научного метода. Понимание (Verstehen) — это опыт постижения истины, характеризующий саму человеческую жизнь. Возводя понимание с методологического уровня на онтологический, Гадамер следует за Хайдеггером, который интерпретировал понимание как «экзистенциал».
Гадамер критикует применимость метода индукции в «науках о духе», поскольку их целью являются не закономерности, а постижение «исторической конкретности». Понимание является не только частью науки, но и частью образования, целью которого являются не только знания, но также вкус и здравый смысл.
Гадамер настаивает, что существенную часть понимания составляет история и традиция как формы предпонимания («антиципация смысла»). Во многом это обусловлено тем, что отдельный человек как носитель «конкретно-исторического сознания» не может обладать всей полнотой истины. Гадамер реабилитирует понятие предрассудка (Vorurteil), связывая его с понятием прецедента. Один из разделов его трактата называется: «Предрассудки как условие понимания» (Vorurteile als Bedingungen des Verstehens). С предрассудком связано понятие авторитета, однако Гадамер замечает, что этот термин может быть применен не только и не столько к тирану, сколько к воспитателю и специалисту. Безоговорочное отвержение любых авторитетов именуется «просвещенческим экстремизмом». Традицию Гадамер называет «безымянным авторитетом».